# Victor Paul Dobre
Victor Paul Dobre, né le 11 février 1952 est un homme politique roumain, membre du Parti national libéral.

## Biographie
Du 6 août au 21 décembre 2012, il est ministre chargé des Relations avec le Parlement,.